# Stowarzyszenie Piłkarzy Zawodowych
Stowarzyszenie Piłkarzy Zawodowych (ang. Professional Footballers' Association, PFA) – związek zawodowy piłkarzy w Anglii i Walii. Jest najstarszym na świecie związkiem zawodowym sportowców zawodowych.
PFA jest zrzeszony w centralach związkowych: Kongresie Związków Zawodowych (TUC) oraz Kongresie Szkockich Związków Zawodowych (SCTU).

## Historia
PFA powstało 2 grudnia 1907 jako Stowarzyszenie Piłkarzy i Unia Trenerów (ang. Association Football Players' and Trainers' Union, AFPTU); powszechnie nazywane wówczas Players' Union. Spotkanie założycielskie zwołali Charlie Roberts i Billy Meredith, obaj z Manchesteru United, w Imperial Hotel w Manchesterze.
Związek zrzesza co sezon około 5 000 zawodników, w tym profesjonalistów i profesjonalistów-stypendystów z Premier League, English Football League i Women's Super League.
Prawie 50 000 byłych członków nadal korzysta z usług i świadczeń, w tym stypendiów edukacyjnych, kursów coachingowych i wsparcia w zakresie dobrego samopoczucia.
PFA od sezonu piłkarskiego 1973/74 co roku wręcza nagrodę Piłkarza roku w Anglii oraz Drużyny Roku.